# Cynara Menezes
Cynara Moreira Menezes (Ipiaú, 1967) é uma jornalista brasileira. Foi repórter em diversos veículos de comunicação, como Folha de S.Paulo, Veja e Carta Capital. Atualmente, trabalha no blog Socialista Morena, que fundou em setembro de 2012. Por seu trabalho jornalístico, especialmente na temática política, recebeu em 2013 o Troféu Mulher Imprensa, na categoria "Jornalista de mídias sociais".
Sobre o Socialista Morena, Menezes declarou, em entrevista:

Eu queria fazer um blog que tivesse assumidamente uma posição esquerdista. Geralmente, falam que a imprensa é imparcial. Eu não acredito muito nisso. Queria fazer mesmo uma coisa com viés ideológico assumido. Nada vinculado a governos, mas que tivesse uma posição clara. Mas além do conteúdo jornalístico, o blog também tem bastante literatura e outros tipos de informação.
Formou-se em jornalismo pela Universidade Federal da Bahia (UFBA), em 1987. É autora do livro Zen Socialismo (2015).